# Jože Gostonj
Jože Gostonj, slovenski hokejist na travi, sodnik in trener * 1. januar 1958, Čepinci. 
Bil je dolgoletni igralec HK Pomurje, v svoji karieri pa je igral tudi za HK Čepinci in HK Lipovci.

## Igralska kariera
V mladosti se je rekreativno ukvarjal z nogometom, nato pa se je priključil novoustanovljenemu hokejskemu klubu v rodnih Čepincih. Prvi večji uspeh je prišel leta 1979, ko je s HK Čepinci osvojil republiško prvenstvo Slovenije. Leta 1980 je prestopil v HK Pomurje in bil v naslednjem desetletju standardni član ekipe, ki je v tem obdobju veljala za najboljšo v Sloveniji. Dobre igre so ga pripeljale tudi v repuliško reprezentanco Slovenije, za katero je nastopil na turnirjih bratstva in enotnosti.
Po osamostvojitvi Slovenije je zaigral za HK Lipovci ter se, po nepričakovano izgubljenem prvenstvu v sezoni 1991/1992, v naslednjih dveh sezonah veselil naslova državnega prvaka v hokeju na travi. Z Lipovčani je v sezoni 1993/1994 slavil, tudi ob osvojitvi slovenskega pokalnega naslova. Po tej sezoni je prestopil nazaj k HK Pomurje ter v naslednjih dveh sezonah osvojil tretje mesto v državnem prvenstvu. Igralsko kariero je nato, predvsem zaradi kadrovskih problemov v klubu, podaljševal praktično iz sezone v sezono in kmalu postal najstarejši igralec v slovenski ligi. V igralski vlogi se je tako pojavljal vse do leta 2009, v letih 2006 do 2009 pa je bil hkrati tudi trener DŠR Murska Sobota.   
Za državno reprezentanco Slovenije je leta 1992 na tekmah v Zagrebu in Bratoncih, proti reprezentanci Hrvaške, zbral dva nastopa.

## Sodniška kariera
Vzporedno z igranjem se je začel ukvarjati tudi s sojenjem. Tako je postal eden najprepoznavnejših sodnikov slovenske lige v zadnjih dvajsetih letih. Uspešno uporablja sodniško piščalko tudi na tekmah Srednjeevropske Interlige. Sodil pa je tudi na Panonskem pokalu leta 2001 v Budimpešti, drugih večjih odsojenih mednarodnih tekem pa nima.